# 大勲位金尺大綬章

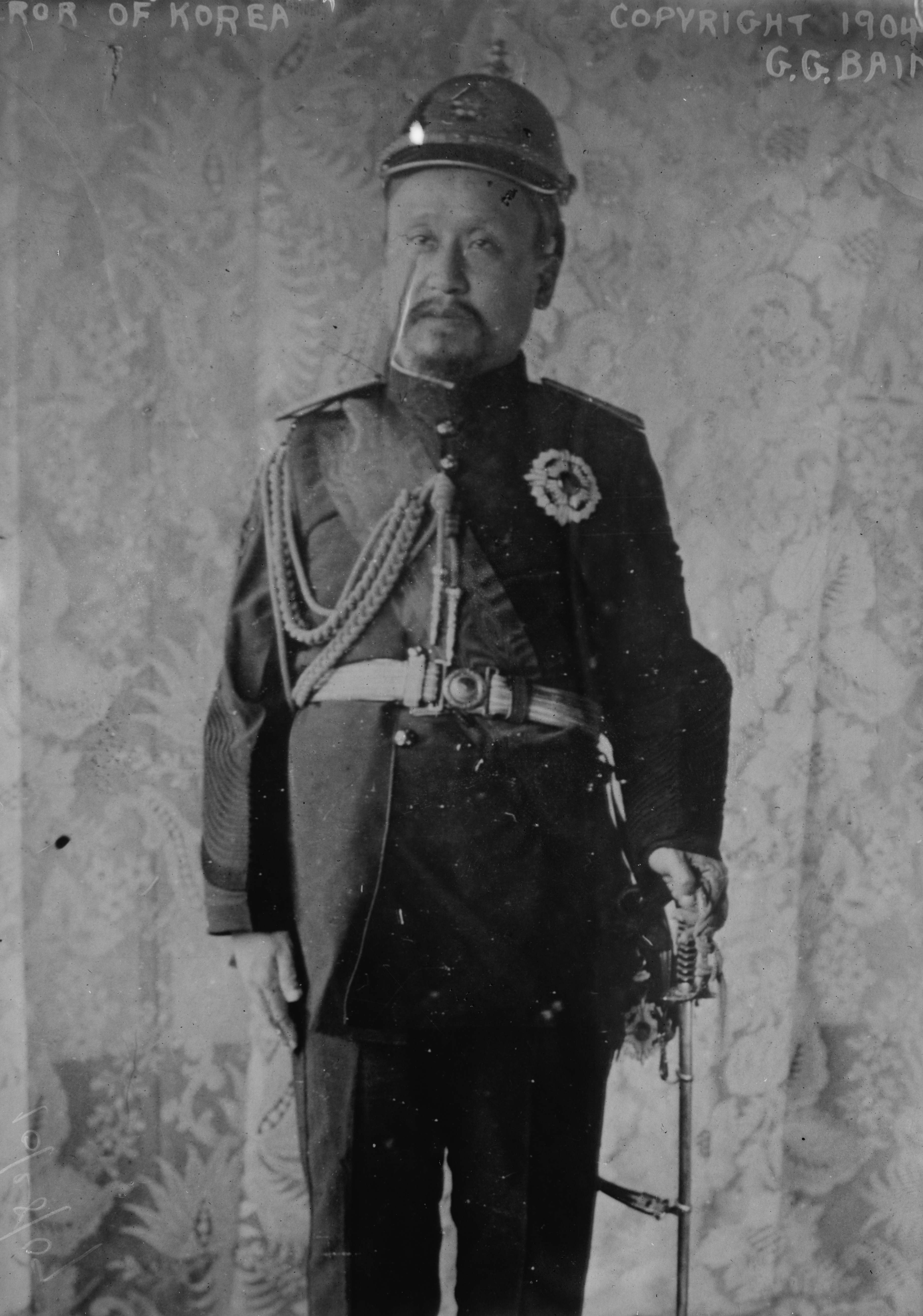
高宗。大勲位金尺大綬章の副章を佩用(1904年)

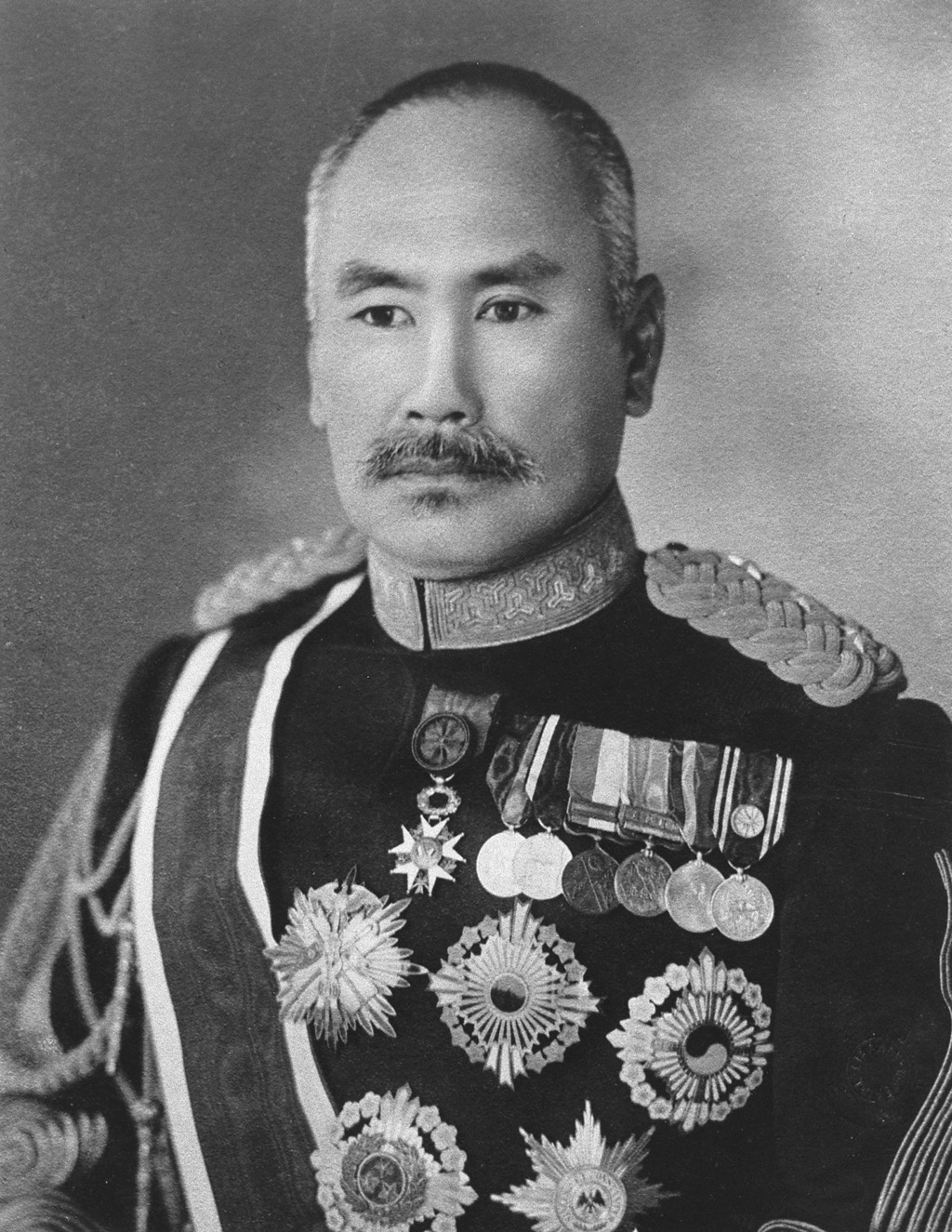
長谷川好道、功一級金鵄勲章、勲一等旭日桐花大綬章などと並び副章を佩用、左下には同じく大韓帝国の大勲位瑞星大綬章の副章

大勲位金尺大綬章（だいくんいきんしゃくだいじゅしょう、朝鮮語: 대훈위 금척대수장）は、大韓帝国の最高位勲章。1900年に制定され、名称は李成桂の故事に基づいている。

## 概要
1900年4月17日、大韓帝国勅令第13号の勲章条例によって帝国内の最高位勲章として制定された。大勲位金尺大綬章は、李氏朝鮮の初代国王である李成桂が即位前に夢の中で金尺を得たという故事（夢金尺）に基づいて命名された。基本的には皇帝を始めとした皇族が佩用し、その他武官文官の中で特別の功績を上げた者にも特旨によって授与された。叙勲された者には600～1000ウォンの年金が贈られたほか、2000ウォンの下賜金もあった。

## 意匠
大勲位金尺大綬章は大綬章である正章と副章から成る。正章は金製であり、直径は約7.5センチメートルである。金の縁取りが入った太極を中心にして白色の旭光が四方へ広がり、旭光の間には三連の李花が輪を描くように配されている。大綬と正章を繋ぐ鈕も金製であり、白の李花に五枚の葉が添えられている。鈕の裏には右横書きの篆書体で「金尺大勲」と刻まれている。副章も基本意匠は正章に準ずるが、直径は約9センチメートルとやや大きい。裏には鈕と同じく縦書きの篆書体で「金尺大勲」と刻まれている。
大勲位金尺大綬章を帯勲する際は右肩から左下へ大綬をかけ、綬の交点に鈕と正章を取り付ける。副章は左胸に佩用する。略綬の材質は大綬と同一である。形状は円形であり、紅色の李花の上に金の十字が描かれている。略綬は通例ボタンホールに佩用する。

## 受章者
役職などは原則受章時のもの
| 年     | 月日     | 肖像 | 名前                           | 役職等               | 国籍                         | 出典   |
| ------ | -------- | ---- | ------------------------------ | -------------------- | ---------------------------- | ------ |
|        |          |      | 高宗                           | 初代皇帝             | 大韓帝国                     |        |
|        |          |      | 純宗                           | 第2代皇帝            | 大韓帝国                     |        |
|        |          |      | 李垠                           | 皇太子               | 大韓帝国                     |        |
| 1904年 | 3月20日  |      | ハインリヒ・フォン・プロイセン | 王族                 | ドイツ帝国                   | [ 5 ]  |
| 1904年 | 3月24日  |      | 伊藤博文                       | 枢密院議長           | 大日本帝国                   | [ 6 ]  |
| 1904年 | 9月16日  |      | 李昇応                         | 皇族                 | 大韓帝国                     | [ 7 ]  |
| 1905年 | 5月23日  |      | 伏見宮博恭王                   | 皇族                 | 大日本帝国                   | [ 8 ]  |
| 1905年 | 12月1日  |      | 閔泳煥                         | 軍部大臣、追贈       | 大韓帝国                     | [ 9 ]  |
| 1905年 | 12月2日  |      | 趙秉世                         | 政治家、追贈         | 大韓帝国                     | [ 10 ] |
| 1906年 | 4月9日   |      | 李堈                           | 親王                 | 大韓帝国                     | [ 11 ] |
| 1907年 | 2月27日  |      | レオポルト・クレメンス         | 大公                 | オーストリア＝ハンガリー帝国 | [ 12 ] |
| 1907年 | 8月27日  |      | 長谷川好道                     | 陸軍大将             | 大日本帝国                   | [ 13 ] |
| 1907年 | 10月18日 |      | 有栖川宮威仁親王               | 親王                 | 大日本帝国                   | [ 14 ] |
| 1907年 | 10月18日 |      | 桂太郎                         | 陸軍大将             | 大日本帝国                   | [ 14 ] |
| 1907年 | 10月18日 |      | 東郷平八郎                     | 海軍大将             | 大日本帝国                   | [ 14 ] |
| 1908年 | 1月29日  |      | 山縣有朋                       | 枢密院議長、陸軍大将 | 大日本帝国                   | [ 15 ] |
| 1908年 | 1月29日  |      | 西園寺公望                     | 内閣総理大臣         | 大日本帝国                   | [ 15 ] |
| 1908年 | 5月11日  |      | 竹田宮恒久王                   | 皇族                 | 大日本帝国                   | [ 16 ] |
| 1909年 | 7月21日  |      | 梨本宮守正王                   | 皇族                 | 大日本帝国                   | [ 17 ] |
| 1909年 | 9月22日  |      | 李載冕                         | 皇族                 | 大韓帝国                     | [ 18 ] |
| 1909年 | 9月22日  |      | 尹沢栄                         | 官吏                 | 大韓帝国                     | [ 18 ] |
| 1909年 | 9月22日  |      | 李載完                         | 政治家               | 大韓帝国                     | [ 18 ] |
| 1910年 | 4月16日  |      | 朝香宮鳩彦王                   | 皇族                 | 大日本帝国                   | [ 19 ] |
| 1910年 | 8月26日  |      | 閔丙奭                         | 宮内府代理           | 大韓帝国                     | [ 20 ] |
| 1910年 | 8月26日  |      | 李完用                         | 内閣総理大臣         | 大韓帝国                     | [ 20 ] |
| 1910年 | 8月27日  |      | 李載覚                         | 政治家               | 大韓帝国                     | [ 21 ] |
| 1910年 | 8月27日  |      | 李埈鎔                         | 皇族                 | 大韓帝国                     | [ 21 ] |